# Lista de primeiras-damas do estado do Espírito Santo
Esta é a lista que reúne as primeiras-damas do estado do Espírito Santo.
O termo é usado pelo cônjuge do(a) governador(a) do Espírito Santo quando este(a) está exercendo os plenos direitos do cargo. Em uma ocasião especial, o título pode ser aplicado a outra pessoa, quando o(a) governador(a) é solteiro(a) ou viúvo(a). A atual primeira-dama é Virgínia Casagrande, esposa do 49.º governador capixaba Renato Casagrande.
| Nº                                        | Nome                                      | Imagem                                    | Início do mandato       | Fim do mandato          | Governador(a)                      | Notas e Referências |
| ----------------------------------------- | ----------------------------------------- | ----------------------------------------- | ----------------------- | ----------------------- | ---------------------------------- | ------------------- |
| 1                                         | Maria Ribeiro de Freitas                  |                                           | 22 de novembro de 1889  | 7 de janeiro de 1890    | Affonso de Freitas Rosa            |                     |
| 2                                         | Maria Alexandrina Rebelo Costa            |                                           | 7 de janeiro de 1890    | 9 de setembro de 1890   | José Horácio Costa                 |                     |
| 3                                         | Ana Barbosa Gomes Sodré                   |                                           | 9 de setembro de 1890   | 20 de novembro de 1890  | Constante Gomes Sodré              |                     |
| 4                                         | Julia Rodrigues Coutinho                  |                                           | 20 de novembro de 1890  | 11 de março de 1891     | Henrique Coutinho                  |                     |
| 5                                         | Florência Gomes Aguirre                   |                                           | 11 de março de 1891     | 7 de junho de 1891      | Antônio Gomes Aguirre              |                     |
| 6                                         | Laurinda Monjardim de Andrade             |                                           | 7 de junho de 1891      | 8 de dezembro de 1891   | Adolfo Monjardim de Andrade        |                     |
| Vago; Junta governativa capixaba de 1891. | Vago; Junta governativa capixaba de 1891. | Vago; Junta governativa capixaba de 1891. | 8 de dezembro de 1891   | 3 de maio de 1892       | Junta governativa capixaba de 1891 |                     |
| 7                                         | Colatina de Azevedo Freire                |                                           | 3 de maio de 1892       | 23 de maio de 1896      | José Muniz Freire                  |                     |
| 8                                         | Áurea Santos Neves                        |                                           | 23 de maio de 1896      | 23 de setembro de 1897  | Graciano dos Santos Neves          |                     |
| 9                                         | Ana Barbosa Gomes Sodré                   |                                           | 23 de setembro de 1897  | 6 de janeiro de 1898    | Constante Gomes Sodré              |                     |
| [ nota 1 ]                                | [ nota 1 ]                                | [ nota 1 ]                                | 6 de janeiro de 1898    | 23 de maio de 1900      | José Marcelino Vasconcelos         |                     |
| 10                                        | Colatina de Azevedo Freire                |                                           | 23 de maio de 1900      | 23 de maio de 1904      | José Muniz Freire                  |                     |
| [ nota 1 ]                                | [ nota 1 ]                                | [ nota 1 ]                                | 23 de maio de 1904      | 16 de junho de 1904     | Argeu Hortêncio Monjardim          |                     |
| 11                                        | Julia Rodrigues Coutinho                  |                                           | 16 de junho de 1904     | 23 de maio de 1908      | Henrique Coutinho                  |                     |
| 12                                        | Cecilia Bastos Monteiro                   |                                           | 23 de maio de 1908      | 23 de maio de 1912      | Jerônimo de Sousa Monteiro         |                     |
| 13                                        | Almerinda Machado de Sousa                |                                           | 23 de maio de 1912      | 23 de maio de 1916      | Marcondes Alves de Sousa           |                     |
| 14                                        | Delamare de Queiroz Monteiro              |                                           | 23 de maio de 1916      | 23 de maio de 1920      | Bernardino de Sousa Monteiro       |                     |
| [ nota 1 ]                                | [ nota 1 ]                                | [ nota 1 ]                                | 23 de maio de 1920      | 23 de maio de 1924      | Nestor Gomes                       |                     |
| 15                                        | Henriqueta Monteiro Avido                 |                                           | 23 de maio de 1924      | 30 de junho de 1928     | Florentino Avidos                  |                     |
| 16                                        | Nair de Freitas Aguiar                    |                                           | 30 de junho de 1928     | 16 de outubro de 1930   | Aristeu Borges de Aguiar           |                     |
| 17                                        | Maria Rita Ribeiro                        |                                           | 16 de outubro de 1930   | 19 de novembro de 1930  | José Armando Ribeiro               |                     |
| Vago; Junta governativa capixaba de 1930  | Vago; Junta governativa capixaba de 1930  | Vago; Junta governativa capixaba de 1930  | 19 de novembro de 1930  | 22 de novembro de 1930  | Junta governativa capixaba de 1930 |                     |
| 18                                        | Alzira Bley                               |                                           | 22 de novembro de 1930  | 21 de janeiro de 1943   | João Punaro Bley                   |                     |
| 19                                        | Alda Santos Neves                         |                                           | 21 de janeiro de 1943   | 27 de outubro de 1945   | Jones dos Santos Neves             |                     |
| 20                                        | Sylvia Lindenberg Sette                   |                                           | 27 de outubro de 1945   | 6 de novembro de 1945   | José Rodrigues Sette               |                     |
| [ nota 1 ]                                | [ nota 1 ]                                | [ nota 1 ]                                | 6 de novembro de 1945   | 27 de fevereiro de 1946 | Otávio de Carvalho Lengruber       |                     |
| 21                                        | Margarida Vivacqua Campos                 |                                           | 27 de fevereiro de 1946 | 8 de junho de 1946      | Aristides Alexandre Campos         |                     |
| 22                                        | Acidália Lélis Ramalhete                  |                                           | 8 de junho de 1946      | 14 de outubro de 1946   | Ubaldo Maia                        |                     |
| 23                                        | Lia Souza Ubirajara                       |                                           | 14 de outubro de 1946   | 29 de março de 1947     | Moacir Ubirajara da Silva          |                     |
| 24                                        | Maria Antonietta Lindenberg               |                                           | 29 de março de 1947     | 31 de janeiro de 1951   | Carlos Lindenberg                  |                     |
| 25                                        | Alda Santos Neves                         |                                           | 31 de janeiro de 1951   | 10 de outubro de 1952   | Jones dos Santos Neves             |                     |
| 26                                        | Maria Assunção Athayde                    |                                           | 10 de outubro de 1952   | 31 de janeiro de 1955   | Francisco Ataíde                   |                     |
| 27                                        | Zélia Viana de Aguiar                     |                                           | 31 de janeiro de 1955   | 31 de janeiro de 1959   | Francisco Lacerda de Aguiar        |                     |
| 28                                        | Maria Antonietta Lindenberg               |                                           | 31 de janeiro de 1959   | 10 de outubro de 1959   | Carlos Lindenberg                  |                     |
| 29                                        | Arlete Tardin Giuberti                    |                                           | 10 de outubro de 1959   | 6 de julho de 1962      | Raul Giuberti                      |                     |
| [ nota 1 ]                                | [ nota 1 ]                                | [ nota 1 ]                                | 6 de julho de 1962      | 5 de agosto de 1962     | Hélsio Pinheiro Cordeiro           |                     |
| 30                                        | Ivone Trinxet Soares                      |                                           | 5 de agosto de 1962     | 31 de janeiro de 1963   | Asdrúbal Martins Soares            |                     |
| 31                                        | Zélia Viana de Aguiar                     |                                           | 31 de janeiro de 1963   | 5 de abril de 1966      | Francisco Lacerda de Aguiar        |                     |
| 32                                        | Helena Rangel                             |                                           | 5 de abril de 1966      | 31 de janeiro de 1967   | Rubens Rangel                      |                     |
| 33                                        | Eliete Ferreira Dias Lopes                |                                           | 31 de janeiro de 1967   | 15 de março de 1971     | Christiano Lopes Filho             |                     |
| 34                                        | Maria Clementina Santos                   |                                           | 15 de março de 1971     | 15 de março de 1975     | Arthur Gerhardt                    |                     |
| 35                                        | Irene Álvares                             |                                           | 15 de março de 1975     | 15 de março de 1979     | Élcio Álvares                      | [ 1 ] [ 2 ]         |
| 36                                        | Maria Resende                             |                                           | 15 de março de 1979     | 15 de março de 1983     | Eurico Resende                     |                     |
| 37                                        | Rita Camata                               |                                           | 15 de março de 1983     | 14 de maio de 1986      | Gérson Camata                      | [ 3 ]               |
| 38                                        | Marilena Ignes Pretti Moraes              |                                           | 15 de maio de 1986      | 15 de março de 1987     | José Moraes                        |                     |
| 39                                        | Maria Gleyd Chianca Mauro                 |                                           | 15 de março de 1987     | 15 de março de 1991     | Max Mauro                          | [ 4 ]               |
| 40                                        | Waldicéa Azeredo                          |                                           | 15 de março de 1991     | 1º de janeiro de 1995   | Albuíno Azeredo                    | [ 5 ]               |
| 41                                        | Maria de Lourdes Lordello Buaiz           |                                           | 1º de janeiro de 1995   | 1º de janeiro de 1999   | Vitor Buaiz                        | [ 6 ]               |
| 42                                        | Maria Helena Ruy Ferreira                 |                                           | 1º de janeiro de 1999   | 1º de janeiro de 2003   | José Ignácio Ferreira              | [ 7 ]               |
| 43                                        | Cristina Gomes                            |                                           | 1º de janeiro de 2003   | 1º de janeiro de 2011   | Paulo Hartung                      | [ 8 ]               |
| 44                                        | Virgínia Casagrande                       |                                           | 1º de janeiro de 2011   | 1º de janeiro de 2015   | Renato Casagrande                  | [ 9 ]               |
| 45                                        | Cristina Gomes                            |                                           | 1º de janeiro de 2015   | 1º de janeiro de 2019   | Paulo Hartung                      | [ 10 ]              |
| 46                                        | Virgínia Casagrande                       |                                           | 1º de janeiro de 2019   | até a atualidade        | Renato Casagrande                  | [ 11 ]              |